# حسن وعزيزة قضية أمن دولة (فلم)
حسن وعزيزة قضية أمن دولة هو فيلم كوميدي مصري من إخراج كريم جمال الدين وبطولة أشرف عبد الباقي، يسرا، مجدي كامل وطارق التلمساني، صدر الفيلم في 1 يناير 1999.

## نبذه
يجد حسن نفسه متهمًا بالإرهاب لأنه اختار قضاء ليلة حمراء مع بائعة هوى في شقة مهجورة كانت تستغلها جماعة إرهابية في محاولتها لقتل رئيس دولة يقيم بنفس العمارة.

## وصلات خارجية
- حسن وعزيزة قضية أمن دولة على موقع قاعدة بيانات الأفلام العربية